# Limnophora procellaria
Limnophora procellaria este o specie de muște din genul Limnophora, familia Muscidae. A fost descrisă pentru prima dată de Walker în anul 1858. Conform Catalogue of Life specia Limnophora procellaria nu are subspecii cunoscute.